# 환구단
환구단(圜丘壇)은 대한민국 서울특별시 중구 소공동에 위치한 천자(天子)가 하늘에 제사를 지내는 단(壇)이다. 예로부터 '천원지방(天圓地方)'이라 하여 하늘에 제사지내는 단은 둥글게, 땅에 제사지내는 단은 모나게 쌓았기 때문이다. 대한민국의 사적 157호로 지정된 환구단은 고종 대에 있던 환구단 본단 터로, 일제가 헐어버리고 건축한 조선호텔 자리이다.

## 유교권 황제국의 제단
유교의 천자가 하늘인 상제(上帝)와 오방제(五方帝)에게 바치는 제사를 지내는 제단이다. 환구는 예기에 기록된 천자가 행해야 할 천제(天祭)이다. 이 제사의 본단을 환구단(圜丘壇)이라고 부른다.
중국의 황제가 유교의 예법에 따라 하늘에 제사를 지내는 장소다. 중국의 역대 왕조들은 자국 이외의 국가들은 모두 오랑캐로 보며 오직 자국 군주만이 하늘에 제사를 지낼 수 있다고 보았다. 하지만 우리나라같이 유교를 수용하고 외왕내제의 성격을 가진 나라들은 모두 하늘에 제사를 지냈다.
일반적인 동양 전통건축물과 달리 원구단은 둥글거나 혹은 원에 가까운 팔각정 같은 형태를 한 경우가 많다. 이는 천원지방(天圓地方)이라고 해서, 동양에서는 하늘은 둥글고 땅은 네모지다는 관념이 있었기 때문에, 땅에 있는 일반적인 기와집 건물들은 사각형이 대부분이지만 이것은 하늘에 제사를 지내는 건물이므로 둥글게 지은 것이다.

## 이름
천원지방의 사상에 기초하여 지은 것이기 때문에 처음에는 원구단이라 불렸는데 오늘날 환구단으로도 불린다. 圜이 '둥글 원', '돌 환' 두 가지 훈음으로 읽으면서 생긴 혼란이다. 본래 圜은 圓의 이체자로 구별 없이 쓰여서 이 건물이 세워질 때는 원구단이 맞다. 圜은 구한말 화폐 단위의 이름으로 쓰였는데, 1910년 발행된 구한국은행권을 보면, 한자로 圜이라 하고 한글로는 "환"이 아니라 "원"이라 표기하고 있다. 즉, 애초에 圜은 원으로 읽었음을 알 수 있다. 그런데, 1953년 화폐개혁시 화폐단위를 圓에서 圜으로 바꾸고 음독을 '환'으로 변경한 이래 사람들이 원구단을 환구단으로 바꾸어 읽게 된 것이 아닌가 생각된다. 1924년11월24일, 1925년6월25일자 동아일보 기사를 보면 분명히 한글로는 원구단으로 표기되어 있다.
원래는 거대한 규모를 가진 대한제국의 성역(聖域)으로 지정되었던 곳이었으나 일제가 1913년에 호텔 신축을 이유로 철거하여 원구단 본단(本壇)은 없어지고, 대신 원구단의 상징물 격인 '황궁우(皇穹宇)'만 남았다. 현재 원구단 본단 자리에는 웨스틴 조선호텔이 세워져 있다.

## 지정 사유
환구단(圜丘壇)은 하늘에 제사를 드리는 곳이다.
우리나라의 제천행사는 농경문화의 형성과 함께 시작된 것으로 보이며, 삼국시대부터는 국가적인 제천의례로 시행된 것으로 믿어진다.
고려 성종 2년(983) 정월에 처음 시행되어 설치와 폐지를 계속 되풀이하다가 조선초에 제천의례가 억제되자 폐지되었다. 세조 2년(1456)에는 일시적으로 제도화하여 1457년에 환구단을 설치하고 제사를 드리게 되었다. 그러나 세조 10년(1464)에 실시된 제사를 마지막으로 환구단에서의 제사는 중단되었다. 환구단이 다시 설치된 것은 고종 34년(1897) 조선이 대한제국이라는 황제국으로 이름을 바꾸고, 고종이 황제로 즉위하면서부터이다.
현재 환구단의 터에는 황궁우와 석고 3개가 남아있다. 황궁우는 1899년에 만들어진 3층의 8각 건물이며, 석고는 악기를 상징하는 듯한 모습으로 화려한 용무늬가 조각되어 있다.
1913년 일제에 의해 환구단은 헐리고 그 터에는 지금의 조선호텔이 들어서게 되었다.

## 개요
한국의 제천의례(祭天儀禮)는 삼국시대 고구려 태조대왕때 농업의 풍작을 기원하거나 기우제를 국가적으로 거행하는 데서 시작되었다. 제도화된 환구제(圜丘祭)는 《고려사》에 따르면 고려 성종(재위 981∼997) 때부터라고 전해진다. 조선 초기에 제천의례는 큰 중요성을 갖지 못하다가, 조선 세조(재위 1455∼1468) 때 왕권강화를 위해 환구제를 다시 부활시켰으나, 세조 10년에 폐지하고 종묘로 대체하였다. 조선왕조를 대한제국이라 하고 고종이 황제로 즉위하여 천자가 제천의식(祭天儀式)을 봉행할 수 있게 되면서부터 다시 설치되었다.

### 역사

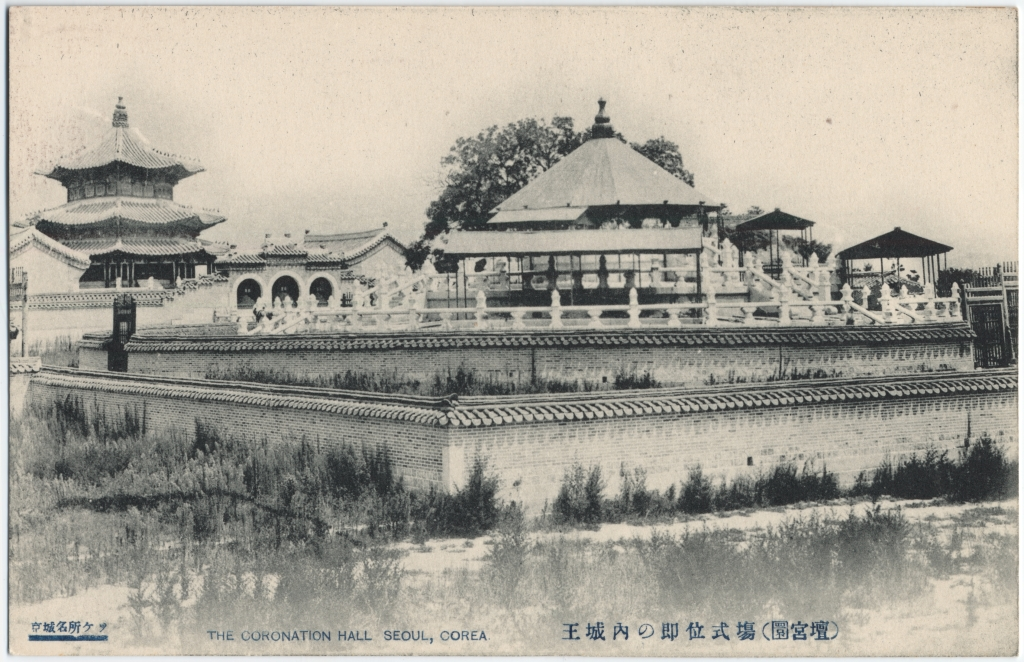
1906년의 모습. 좌측에 황궁우가, 우측에 환구단이 보인다.

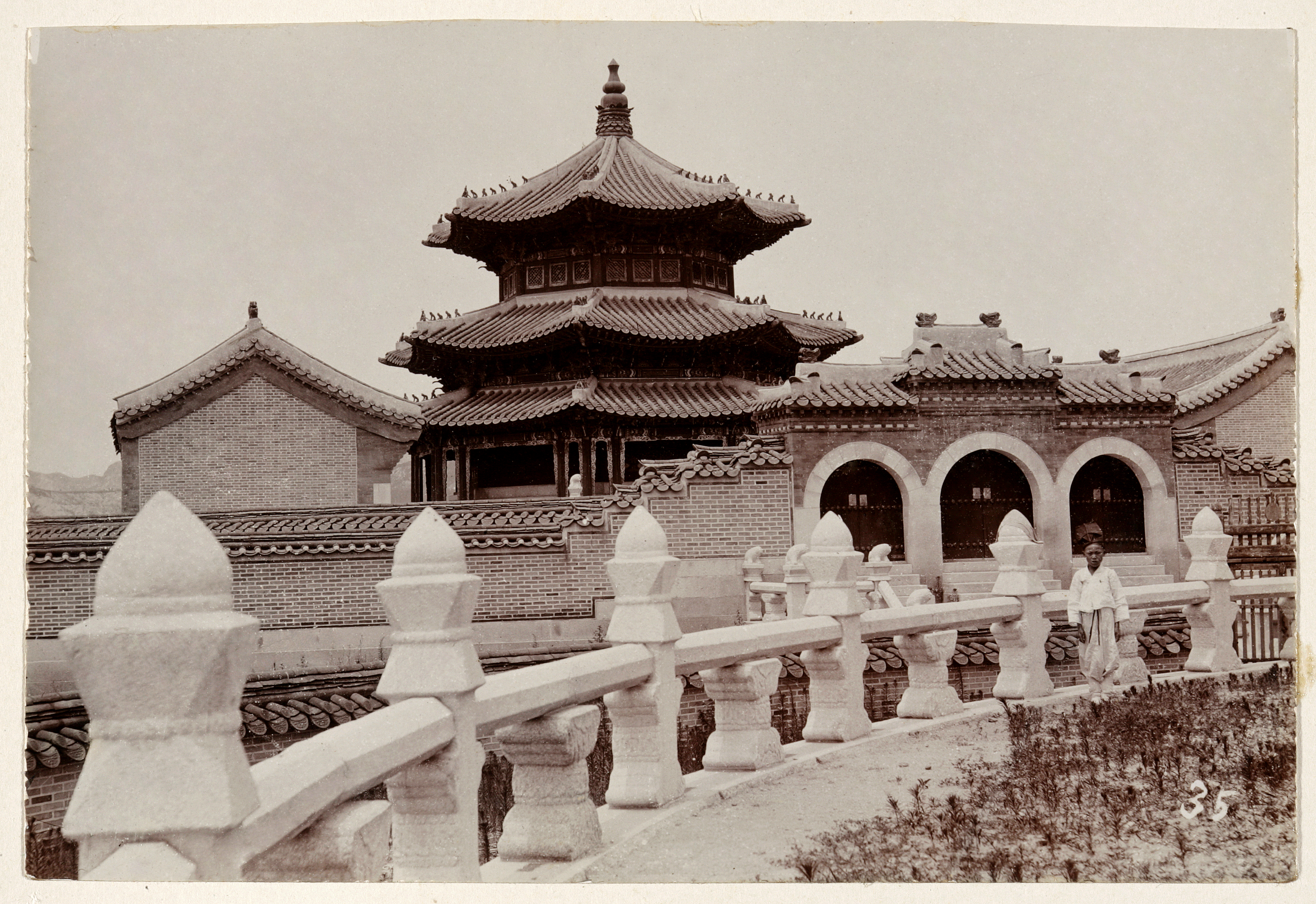
본단에서 바라본 황궁우

1897년 (광무 원년), 러시아 공사관에서 경운궁으로 환궁한 고종은 국호를 대한제국으로 선포하고 환구단에 나아가 천지에 고하는 제사를 드린 후 황제에 즉위했다. 당시 환구단이 마련된 곳은 중국 사신들을 접대하던 남별궁(南別宮)이 있던 자리로, 이때 만들어진 환구단은 화강암으로 된 3층의 단이며, 중앙 상부는 금색으로 칠한 원추형(圓錐形)의 지붕이었다. 환구단에는 하늘과 땅, 별과 천지만물에 깃든 신의 신위(神位)를 모시고 동지나 새해 첫날에 제천 의식을 거행하였다. 그러나 1912년 일본은 환구단을 헐고 그 자리에 총독부 철도호텔을 세웠으며, 이 건물은 1968년에 지금의 조선호텔 건물로 대치되었다.
황궁우(皇穹宇)는 화강암 기단 위에 세워진 3층의 팔각 정자로, 환구단이 조성된 2년 후인 1899년(광무 4년)에 환구의 북쪽에 건립하여 신위판(神位版)을 모셨다. 황궁우의 건물 내부는 통층(通層)으로, 3층은 각 면에 3개씩의 창을 냈으며, 천장의 칠조룡(七爪龍) 조각은 황제를 상징한다. 황궁우 앞에는 1902년(광무 7년)에 고종의 즉위 40년을 기념하기 위한 돌로 만든 북[石鼓]을 세웠는데, 이 북은 제천을 위한 악기를 상징하는 것으로서 몸체에는 화려하게 조각된 용 무늬가 있다.
환구단과 황궁우는 당시 고종이 황제로서 제천 의례를 행하던 곳으로, 예로부터 천자라고 주장해 온 중국이나 천황이라고 주장해 온 일본과 대등한 자격으로 서기 위해 황제국의 위용을 과시하는 한편 서구 열강에 대해 독립적인 국가상을 보여주고자 했던 정치적ㆍ역사적인 의미를 담고 있다. 현재는 황궁우와 3개의 돌북, 그리고 석조 대문만이 남아 있다.
한편, 1960년대 해체되어 없어진 것으로 알려진 환구단의 정문이 2007년 8월 강북구 우이동 옛 그린파크호텔 터에서 발견되어 복원 공사가 진행되어 2009년 12월에 복원 공사가 마무리되었다.

### 기년
환구단에는 없고 중국 천단에만 있는 기년전(祈年殿)은 중직경 32m，높이 38m，25개의 중심에 유지된 건축물로서, 중국 군주들이 풍년을 기원하기 위해 정월에 오곡풍작을 기원하는 제를 올리던 전각이다.

## 원구
천지제는 원래 천제(天祭)와 지제로서 원구·방택(方澤)이라 하여 원형단(圓形壇)과 방형단(方形壇)의 형태로 각각 수도의 남쪽 교외와 북쪽 교외에 나누어 세우는 것이 원칙이나, 후일 합제(合祭)하는 것을 통례로 하였다. 그 배향(配享)은 원구의 맨 위층에 천황 상제위(上帝位)를 두고, 지황 지위(祗位)·대명위(大明位)·야명위(夜明位) 북두칠성 5성 28수의 성신위(星辰位)와 운사·우사·풍백·뇌사(雷師)·5악 5진(五岳五鎭)·4해 4독(四海四瀆)·명산대천·성황사토위(城隍司土位) 등을 둔다. 왕이 백관을 거느리고 음력 9월 17일에 제사할 때 친히 제주(祭主)가 되는 것은 하늘의 아들인 천자이기 때문이며, 국가의 안녕을 축원한다.

## 환구단 · 황궁우 · 석고전의 건축
환구단은 고종이 황제 즉위식과 제사를 지내기 위해 중국 사신이 머물던 남별궁터에 3층의 원형 제단 형태로 조성했다. 당시 최고 도편수였던 심의석이 설계, 1000여 명의 인력이 동원돼 10일 만에 완공했다.

## 사진

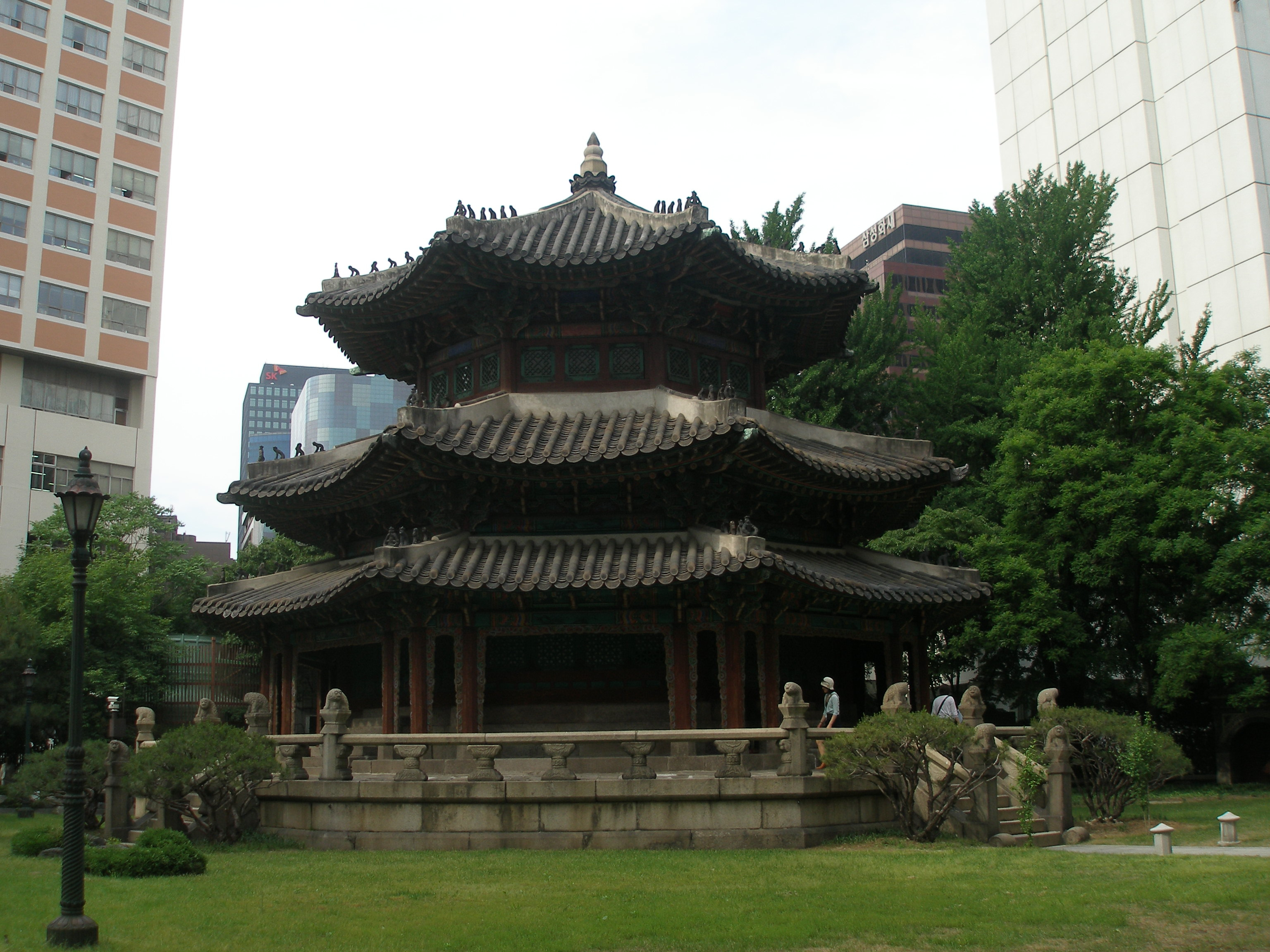
환구단 황궁우
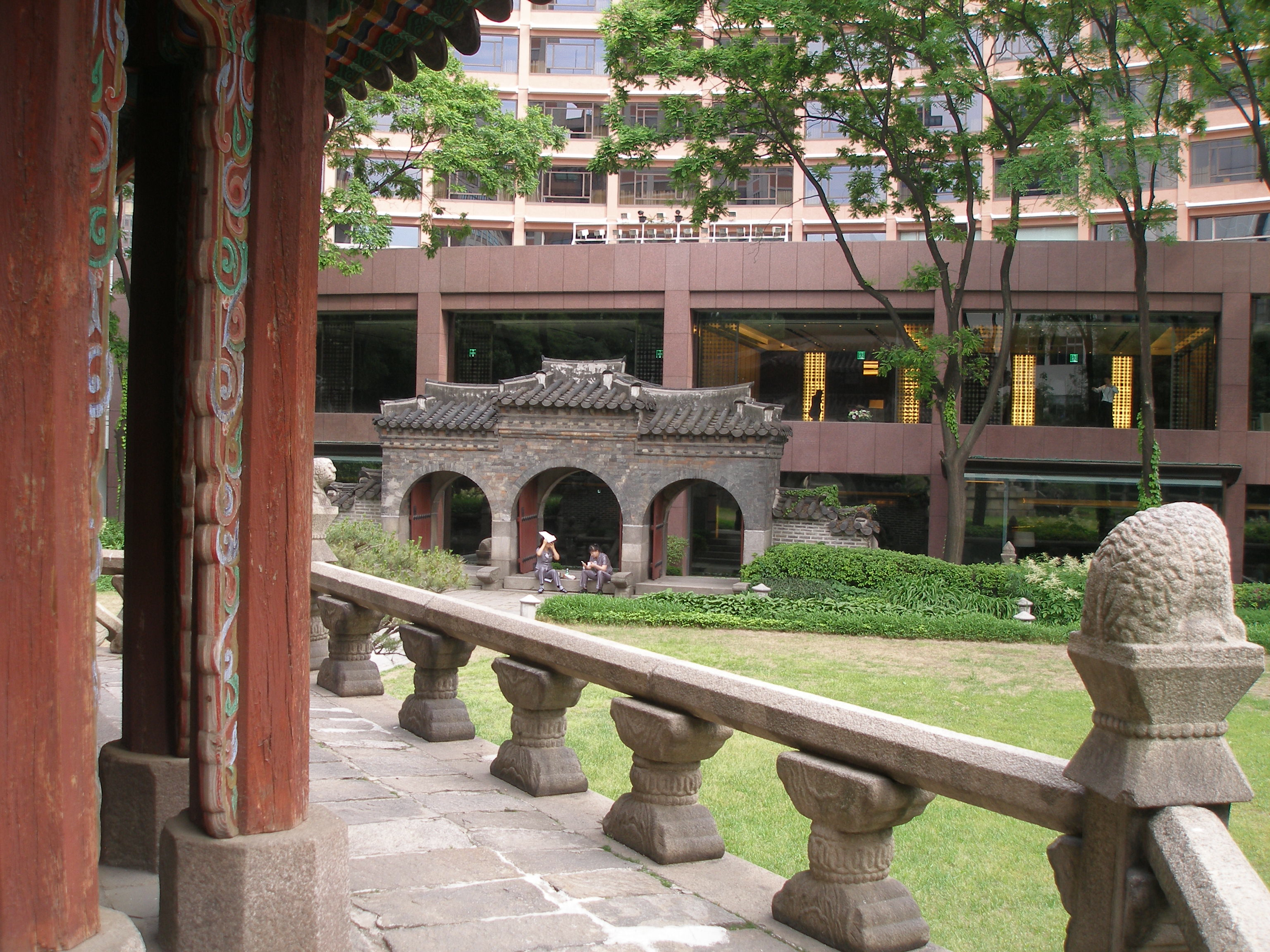
황궁우 난간
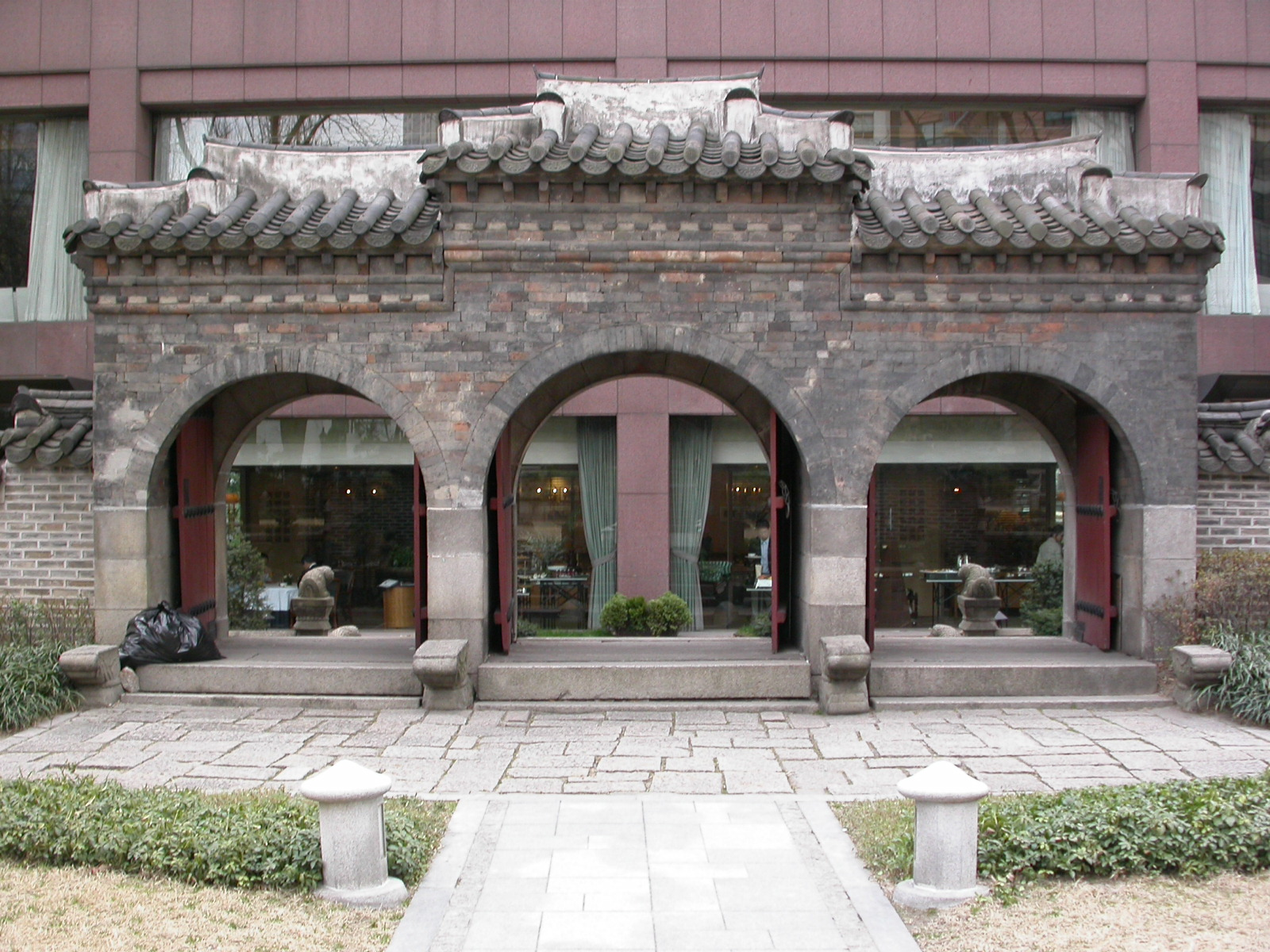
석조 대문
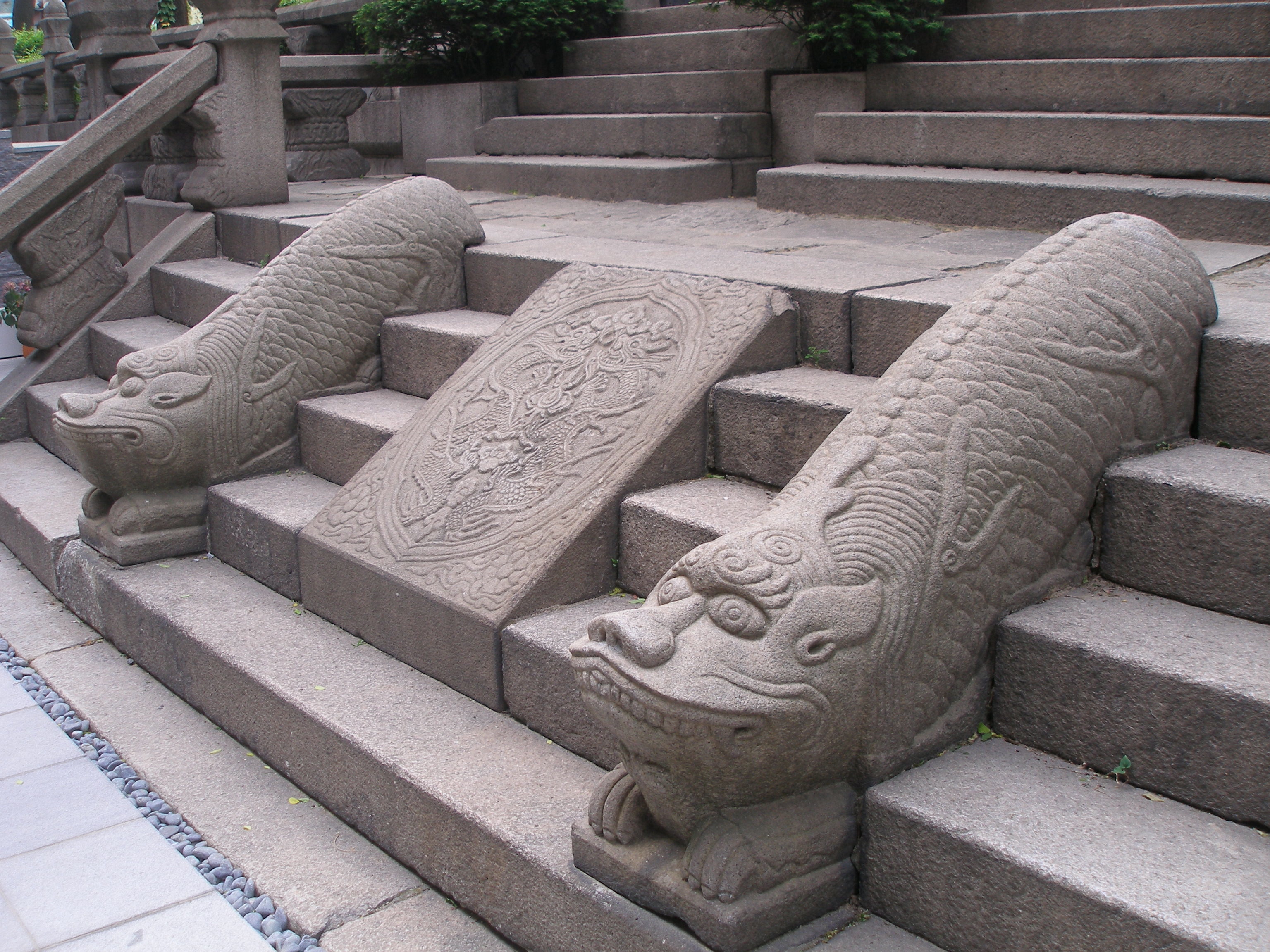
석조 대문 계단
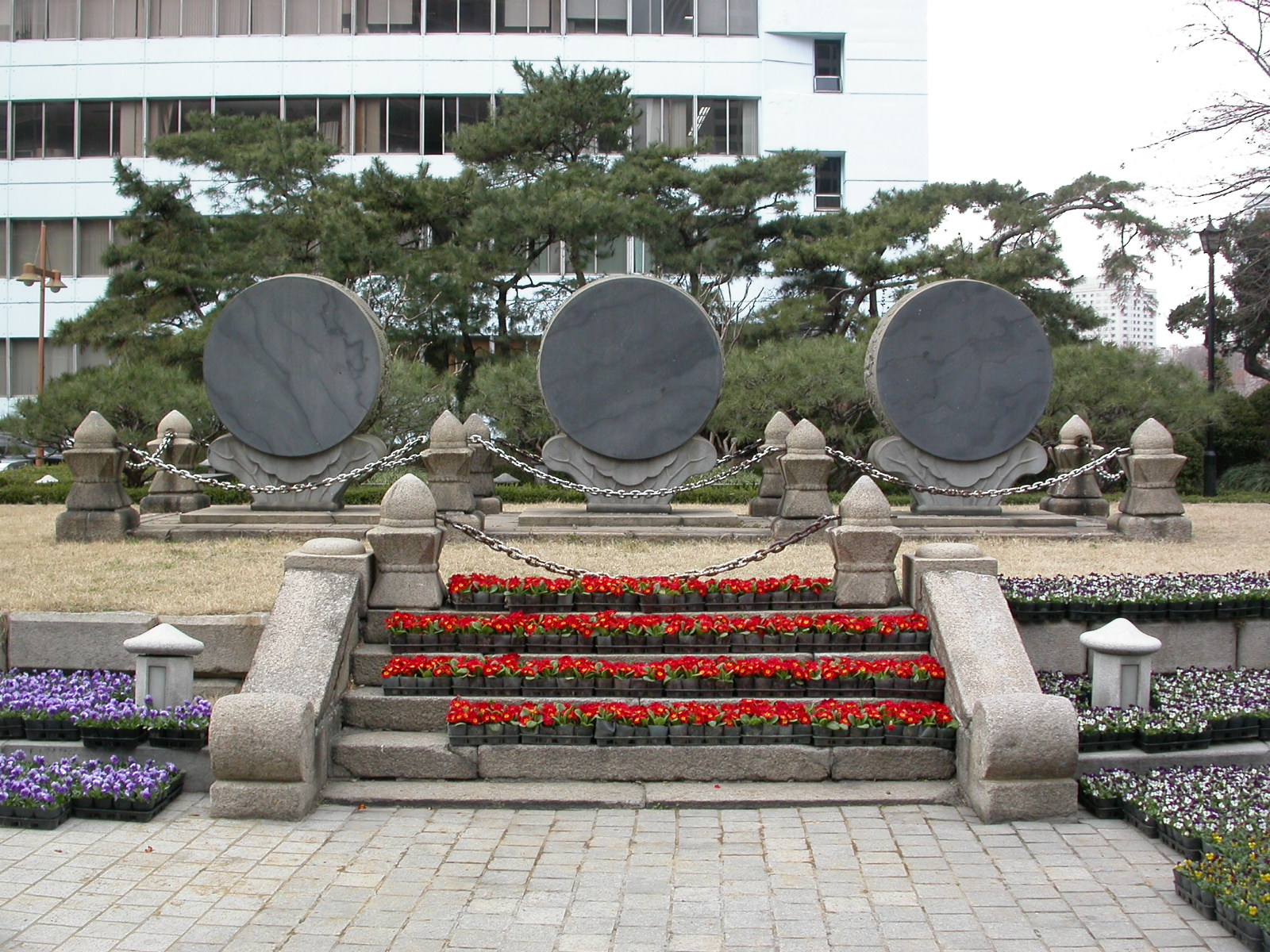
환구단 석고단
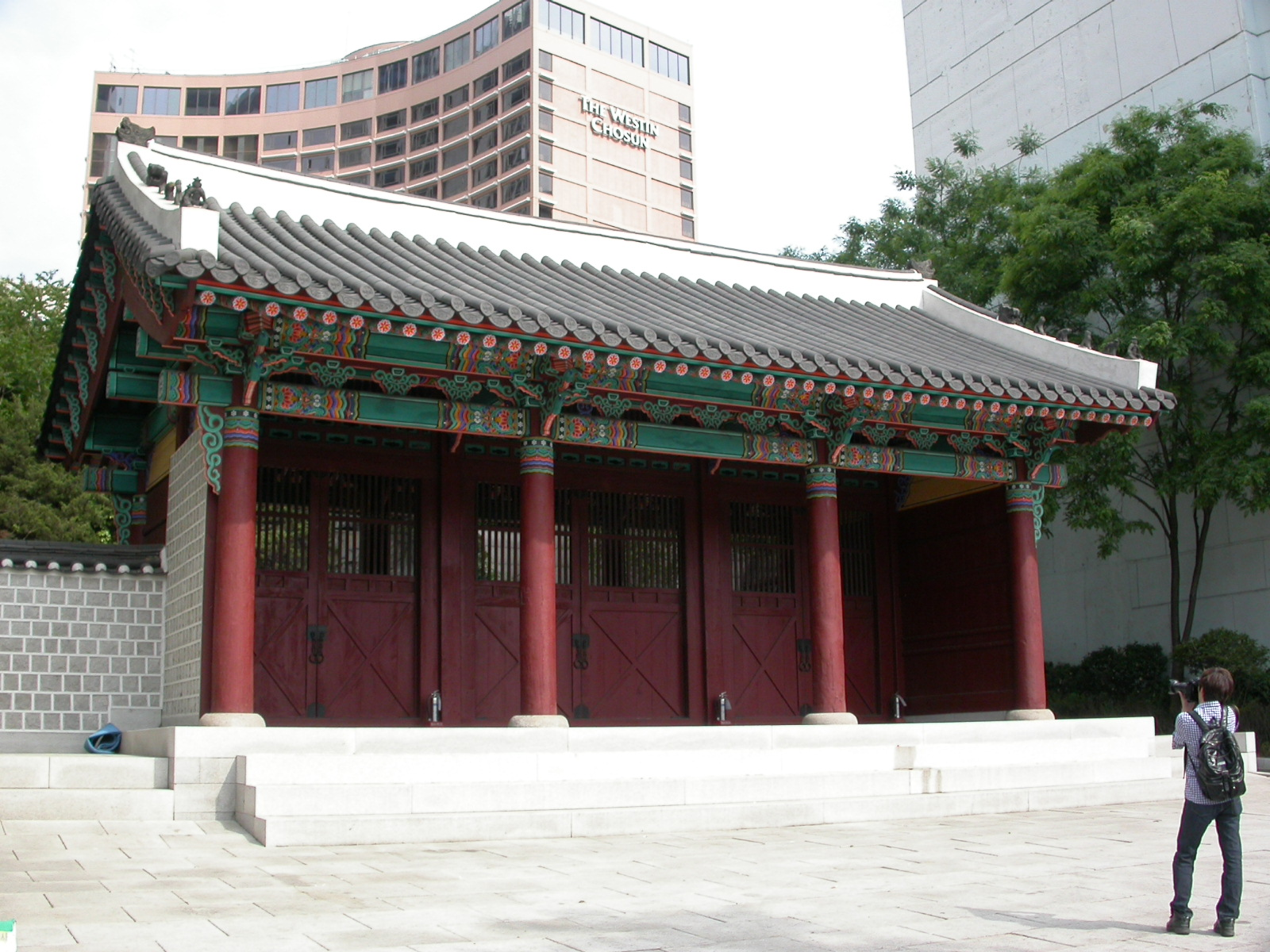
환구단 정문

## 같이 보기
- 원구단 정문 - 서울특별시 국가유산자료 제53호
- 대한제국
- 대한제국 고종
- 사직단

## 참고 자료
- 위키미디어 공용에 환구단 관련 미디어 분류가 있습니다.
- 환구단 - 국가유산청 국가유산포털
- 환구단 - 두산세계대백과사전
- 석고 - 두산세계대백과사전